# Фибоначчи
Леона́рдо Пиза́нский (лат. Leonardus Pisanus, итал. Leonardo Pisano, около 1170 года, Пиза — около 1250 года, там же) — первый крупный математик средневековой Европы. Наиболее известен под прозвищем Фибона́ччи.
Отец Фибоначчи по торговым делам часто бывал в Алжире, и Леонардо изучал там математику у арабских учителей. Позже Фибоначчи посетил Египет, Сирию, Византию, Сицилию. Он ознакомился с достижениями арабских математиков, а также античных и индийских в арабском переводе. На основе усвоенных им знаний Фибоначчи написал ряд математических трактатов, представляющих собой выдающееся явление средневековой западноевропейской науки. Труд Леонардо Фибоначчи «Книга абака» способствовал распространению в Европе позиционной системы счисления, более удобной для вычислений, чем римская нотация; в этой книге были подробно исследованы возможности применения индийских цифр, ранее остававшиеся неясными, и даны примеры решения практических задач, в частности, связанных с торговым делом. Позиционная система приобрела в Европе популярность в эпоху Возрождения.
Сам Леонардо Пизанский никогда не называл себя «Фибоначчи». Первое известное нам упоминание «Леонардо Фибоначчи» (Lionardo Fibonacci) содержится в записях нотариуса Священной Римской империи Перизоло (Perizolo da Pisa, Notaro Imperiale) за 1506 год. Слово Fibonacci — сокращение от двух слов «filius Bonacci», появившихся на обложке «Книги абака»; они могли означать либо «сын Боначчо», либо, если интерпретировать слово Боначчи как фамилию, «сын Боначчи». Согласно третьей версии, само слово Боначчи нужно тоже понимать как прозвище, означавшее «удачливый». Сам он обычно подписывался Боначчи; иногда он использовал также имя Леонардо Биголло — слово bigollo на тосканском наречии значило «странник», а также «бездельник».

## Биография
Фибоначчи родился в итальянском городе Пиза, предположительно в 1170-е годы (в некоторых источниках стоит 1180 год). Его отец, Гильермо, был торговцем. В 1192 году он был назначен представлять пизанскую торговую колонию в Северной Африке и часто бывал в Беджае, Алжир. По желанию отца, который хотел, чтобы Леонардо стал хорошим торговцем, он переехал в Алжир и изучал там математику (искусство вычислений) у арабских учителей. Позже Фибоначчи посетил Египет, Сирию, Византию, Сицилию.
В 1200 году Леонардо вернулся в Пизу и принялся за написание своего первого труда «Книги абака». В то время в Европе о позиционной системе счисления и арабских цифрах знали очень немногие. В своей книге Фибоначчи всячески поддерживал индийские приёмы вычисления и методы. По словам историка математики А. П. Юшкевича, «„Книга абака“ резко возвышается над европейской арифметико-алгебраической литературой XII—XIV веков разнообразием и силой методов, богатством задач, доказательностью изложения… Последующие математики широко черпали из неё как задачи, так и приёмы их решения». По первой книге многие поколения европейских математиков изучали индийскую позиционную систему счисления. Большое влияние на «Книгу абака» оказала «Книга об алгебре и алмукабале» (араб. كتاب الجبر والمقابلة‎) Абу Камиля.
Книга заинтересовала императора Фридриха II и его придворных, среди которых был астролог Майкл Скот, философ Теодорус Физикус (Theodorus Physicus) и Доминикус Хиспанус (Dominicus Hispanus). Последний предложил, чтобы Леонардо пригласили ко двору в одно из посещений императором Пизы около 1225 года, где ему задавал задачи Иоанн Палермский, ещё один придворный философ Фридриха II. Некоторые из этих задач появились в последующих работах Фибоначчи. Благодаря хорошему образованию Леонардо удалось обратить на себя внимание императора Фридриха II во время математических турниров. Впоследствии Леонардо пользовался покровительством императора.
Несколько лет Фибоначчи жил при дворе императора. К этому времени относится его работа «Книга квадратов», написанная в 1225 году. Книга посвящена диофантовым уравнениям второй степени и ставит Фибоначчи в один ряд с такими учёными, развивавшими теорию чисел, как Диофант и Ферма. Единственное упоминание о Фибоначчи после 1228 года относится к 1240 году, когда ему в Пизанской республике была назначена пенсия за заслуги перед городом.
Прижизненных портретов Фибоначчи не сохранилось, а существующие являются современными представлениями о нём. Леонардо Пизанский не оставил практически никаких автобиографических сведений; единственным исключением является второй абзац «Книги абака», где Фибоначчи излагает причины, побудившие его написать книгу:

Когда отцу моему была назначена должность таможенного чиновника, заведовавшего в Беджае делами стекавшихся к нему пизанских торговцев, он в отрочестве моём призвал меня к себе и предложил несколько дней учиться счётному искусству, сулившему немало удобств и выгод для моего будущего. Наученный благодаря мастерству учителей основам индийского счёта, я приобрёл большую любовь к этому искусству и заодно узнал, что кое-что об этом предмете известно среди египтян, сирийцев, греков, сицилийцев и провансальцев, развивших свои методы. Позже, во время торговых путешествий по всем этим краям, я посвятил много труда подробному изучению их методов и, кроме того, овладел искусством научного спора. Однако по сравнению с методом индийцев все построения этих людей, включая подход алгорисмиков и учение Пифагора, кажутся почти заблуждениями, а потому я решил, изучив как можно внимательнее индийский метод, изложить его в пятнадцати главах настолько понятно, насколько смогу, с добавлениями от собственного разума и с кое-какими полезными примечаниями из геометрии Евклида, вставленными по ходу сочинения. Дабы пытливый читатель мог изучить индийский счёт наиболее вдумчивым образом, я сопроводил почти каждое утверждение убедительным доказательством; рассчитываю, что латинский народ отныне не будет лишён самых точных сведений об искусстве вычислений. Если же, паче чаяния, я пропустил что-то более или менее важное, а может быть, необходимое, то молю о прощении, ибо нет среди людей никого, кто был бы безгрешен или обладал способностью всё предвидеть.
Оригинальный текст (лат.)Cum genitor meus a patria publicus scriba in duana bugee pro pisanis mercatoribus ad eam confluentibus constitutus preesset, me in pueritia mea ad se venire faciens, inspecta utilitate et commoditate futura, ibi me studio abbaci per aliquot dies stare voluit et doceri. Vbi ex mirabili magisterio in arte per novem figuras indorum introductus, scientia artis in tantum mihi pre ceteris placuit, et intellexi ad illam quod quicquid studebatur ex ea apud egyptum, syriam, greciam, siliciam, et provinciam cum suis variis modis, ad que loca negotiationis causa postea peragravi per multum studium et disputationis didici conflictum. Sed hoc totum etiam, et algorismum atque artem pictagore quasi errorem computavi respectu modi indorum. Quare, amplectens strictius ipsum modum indorum et attentius studems in eo, ex proprio sensu quedam addens et quedem etiam ex subtilitatibus euclidis geometrice artis apponens, summam huius libri, quam intelligibilius potui, in quindecim capitulis distinctam componere laboravi, fere omnia que inserui certa probatione ostendens, ut extra perfecto pre ceteris modo hanc scientiam appetentes instruantur, et gens latina de cetero, sicut hactenus, absque illa minime inveniatur. Si quid forte minus aut plus iusto vel necessario intermisi, mihi deprecor indulgeatur, cum nemo sit qui vitio careat et in omnibus undique sit circumspectus.

Однако точный смысл этого абзаца нельзя считать полностью известным, потому что его текст, как и весь латинский текст книги, дошёл до нас с ошибками, внесёнными переписчиками.

## Научная деятельность

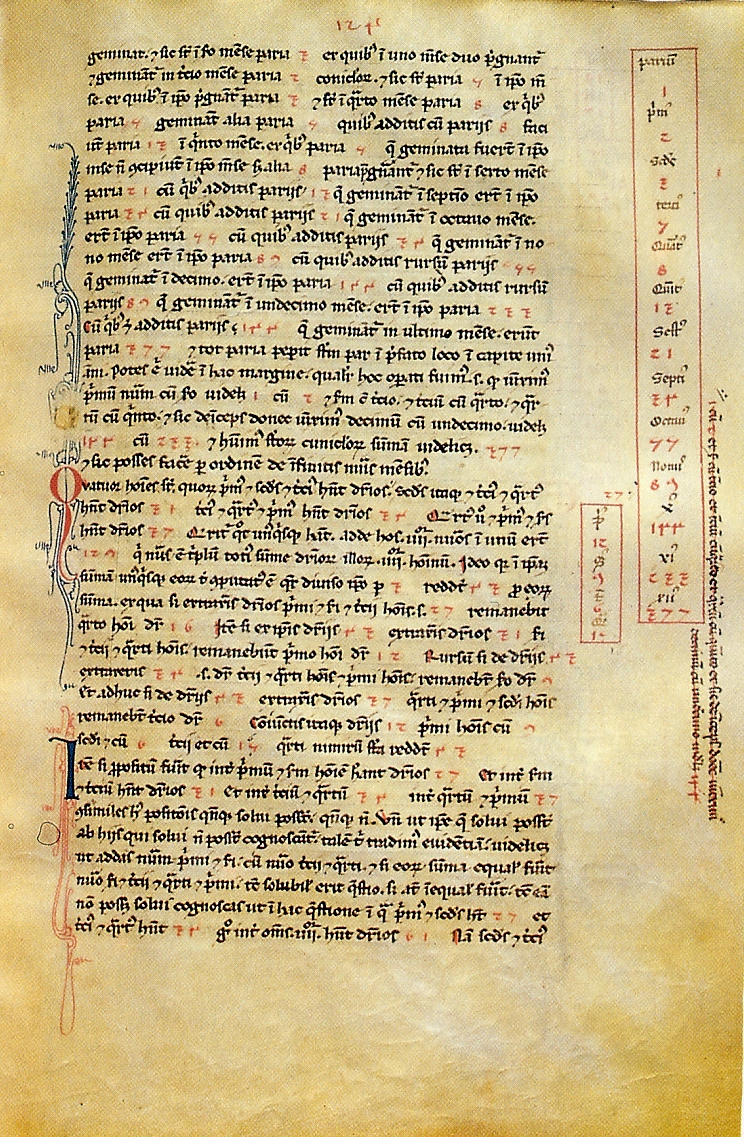
Книга абака

Значительную часть усвоенных им знаний он изложил в своей «Книге абака» (Liber abaci, 1202; до наших дней сохранилась только дополненная рукопись 1228 года). Эта книга состоит из 15 глав и содержит почти все арифметические и алгебраические сведения того времени, изложенные с исключительной полнотой и глубиной. Первые пять глав книги посвящены арифметике целых чисел на основе десятичной нумерации. В VI и VII главе Леонардо излагает действия над обыкновенными дробями. В VIII—X главах изложены приёмы решения задач коммерческой арифметики, основанные на пропорциях. В XI главе рассмотрены задачи на смешение. В XII главе приводятся задачи на суммирование рядов — арифметической и геометрической прогрессий, ряда квадратов и, впервые в истории математики, возвратного ряда, приводящего к последовательности так называемых чисел Фибоначчи. В XIII главе излагается правило двух ложных положений и ряд других задач, приводимых к линейным уравнениям. В XIV главе Леонардо на числовых примерах разъясняет способы приближённого извлечения квадратного и кубического корней. Наконец, в XV главе собран ряд задач на применение теоремы Пифагора и большое число примеров на квадратные уравнения. Леонардо впервые в Европе использовал отрицательные числа, которые рассматривал как долг. Книга посвящена Майклу Скоту.
Другая книга Фибоначчи, «Практика геометрии» (Practica geometriae, 1220), состоит из семи частей и содержит разнообразные теоремы с доказательствами, относящиеся к измерительным методам. Наряду с классическими результатами Фибоначчи приводит свои собственные — например, первое доказательство того, что три медианы треугольника пересекаются в одной точке (Архимеду этот факт был известен, но если его доказательство и существовало, до нас оно не дошло). Среди землемерных приёмов, которым посвящён последний раздел книги, — использование определённым образом размеченного квадрата для определения расстояний и высот. Для определения числа {\displaystyle \pi } Фибоначчи использует периметры вписанного и описанного 96-угольника, что приводит его к значению {\displaystyle 3,1418}. На «Практику геометрии» оказала влияние «Книга о пятиугольнике и десятиугольнике» (араб. كتاب المخمس والمعشر‎) Абу Камиля, откуда Фибоначчи были скопированы многие примеры и алгебраические методы. «Практика геометрии» была посвящена Доминикусу Хиспанусу. В 1915 году Раймонд Арчибальд занимался восстановлением утерянной работы Евклида о делении фигур, базируясь на «Практике геометрии» Фибоначчи и французском переводе арабской версии.
В трактате «Цветок» (Flos, 1225) Фибоначчи исследовал кубическое уравнение {\displaystyle x^{3}+2x^{2}+10x=20}, предложенное ему Иоанном Палермским на математическом состязании при дворе императора Фридриха II. Сам Иоанн Палермский почти наверняка заимствовал это уравнение из трактата Омара Хайяма «О доказательствах задач алгебры», где оно приводится как пример одного из видов в классификации кубических уравнений. Леонардо Пизанский исследовал это уравнение, показав, что его корень не может быть рациональным или же иметь вид одной из квадратичных иррациональностей, встречающихся в X книге «Начал» Евклида, а затем нашёл приближённое значение корня в шестидесятеричных дробях, равное 1;22,07,42,33,04,40, не указывая, однако, способа своего решения.
«Книга квадратов» (Liber quadratorum, 1225) содержит ряд задач на решение неопределённых квадратных уравнений. Фибоначчи работал над поиском чисел, которые, будучи добавленными к квадратному числу, вновь дадут квадратное число. Он отметил, что числа {\displaystyle x^{2}+y^{2}} и {\displaystyle x^{2}-y^{2}} не могут быть квадратными одновременно, а также использовал для поиска квадратных чисел формулу {\displaystyle x^{2}+(2x+1)=(x+1)^{2}}. В одной из задач книги, также первоначально предложенной Иоанном Палермским, требовалось найти рациональное квадратное число, которое, будучи увеличено или уменьшено на 5, вновь даёт рациональные квадратные числа.
Среди не дошедших до нас произведений Фибоначчи трактат Di minor guisa по коммерческой арифметике, а также комментарии к книге X «Начал» Евклида.

## Задачи Фибоначчи
Оставаясь верным математическим турнирам, основную роль в своих книгах Фибоначчи отводит задачам, их решениям и комментариям. Задачи на турниры предлагал как сам Фибоначчи, так и его соперник, придворный философ Фридриха II Иоанн Палермский. Задачи Фибоначчи, как и их аналоги, продолжали использовать в различных математических учебниках несколько столетий. Их можно встретить в «Сумме арифметики» Пачиоли (1494), в «Приятных и занимательных задачах» Баше де Мизириака (1612), в «Арифметике» Магницкого (1703), в «Алгебре» Эйлера (1768).

### Задача о размножении кроликов
В место, огороженное со всех сторон стеной, поместили пару кроликов, природа которых такова, что любая пара кроликов производит на свет другую пару каждый месяц, начиная со второго месяца своего существования. Сколько пар кроликов будет через год? (Ответ: 233 пары). Для поиска ответа используется рекуррентная числовая последовательность 1, 2, 3, 5, 8, 13, 21, 34, 55, 89, 144, 233, 377, 610, 987, … (по ней составлена последовательность A000045 в OEIS; отличие в том, что вторая последовательность начинается с нуля и единицы, а не с единицы и двойки), в которой каждое последующее число равно сумме двух предыдущих; ответом, в соответствии с условиями задачи, является тринадцатый член (завершение каждого месяца — это перескок к следующему члену последовательности; текущий член последовательности перед началом опыта — это первый; всего месяцев двенадцать). В честь учёного она носит название чисел Фибоначчи. Числа Фибоначчи нашли своё применение во многих областях математики. Одним из важных свойств последовательности является тот факт, что предел отношения {\displaystyle a_{n+1}} к {\displaystyle a_{n}} равен золотому сечению. Наглядно формирование последовательности можно показать следующим образом:
```
1: 1 + 1 = 2
2:     1 + 2 = 3
3:         2 + 3 = 5
4:             3 + 5 = 8
5:                 5 + 8 = 13
6:                     8 + 13 = 21
7:                         13 + 21 = 34
8:                              21 + 34 = 55
9:                                   34 + 55 = 89
...                                           и т. д.
```

### Задачи о гирях
Задача о выборе наилучшей системы гирь для взвешивания на рычажных весах впервые была сформулирована именно Фибоначчи. Леонардо Пизанский предлагает два варианта задачи:
- Простой вариант: требуется найти пять гирь, с помощью которых можно найти все веса меньше 30, при этом гири можно класть только на одну чашу весов (Ответ: 1, 2, 4, 8, 16). Решение строится в двоичной системе счисления[6].
- Сложный вариант: требуется найти наименьшее число гирь, с помощью которого можно взвесить все веса меньше заданного (Ответ: 1, 3, 9, 27, 81,…). Решение строится в системе счисления по основанию три[6] и в общем случае представляет собой последовательность A000244 в OEIS.

### Задачи по теории чисел
Кроме задачи о кроликах, Фибоначчи предлагал ряд других задач по теории чисел:
- Найти число, которое делится на 7 и даёт в остатке единицу при делении на 2, 3, 4, 5 и 6; (Ответ: 301)
- Найти число, произведение которого с семёркой даёт остатки 1, 2, 3, 4, 5 при делении на 2, 3, 4, 5, 6, соответственно;
- Найти квадратное число (то есть число, равное квадрату целого числа), которое при увеличении или уменьшении на 5 давало бы квадратное число.

### Некоторые другие задачи
- Найти число, 19/20 которого равно квадрату самого числа. (Ответ: 19/20)[6].
- Сплав из 30 весовых частей состоит из трёх металлов: первый металл достоинством по три монеты на одну часть, второй металл по две монеты на одну часть, а у третьего металла каждые две части стоят по одной монете; стоимость всего сплава 30 монет. Сколько частей каждого металла содержит сплав? (Ответ: 3 части первого металла, 5 частей второго металла, 22 части третьего). В таких терминах Фибоначчи переформулировал известную задачу о птицах, в которой были использованы те же самые числа (30 птиц трёх разных видов стоят 30 монет, по заданным ценам найти количество птиц каждого вида)[11].
- «Шуточная задача о семи старухах», которые шли в Рим, и у каждой было по семь мулов, на каждом из которых по семь мешков, в каждом из которых по семь хлебов, в каждом из которых по семь ножей, каждый из которых в семи ножнах. Нужно найти общее число предметов. Эта задача обошла много стран, первое известное упоминание о ней было ещё в Древнем Египте в папирусе Ахмеса. (Ответ: 137 256)[6][11].

## Память

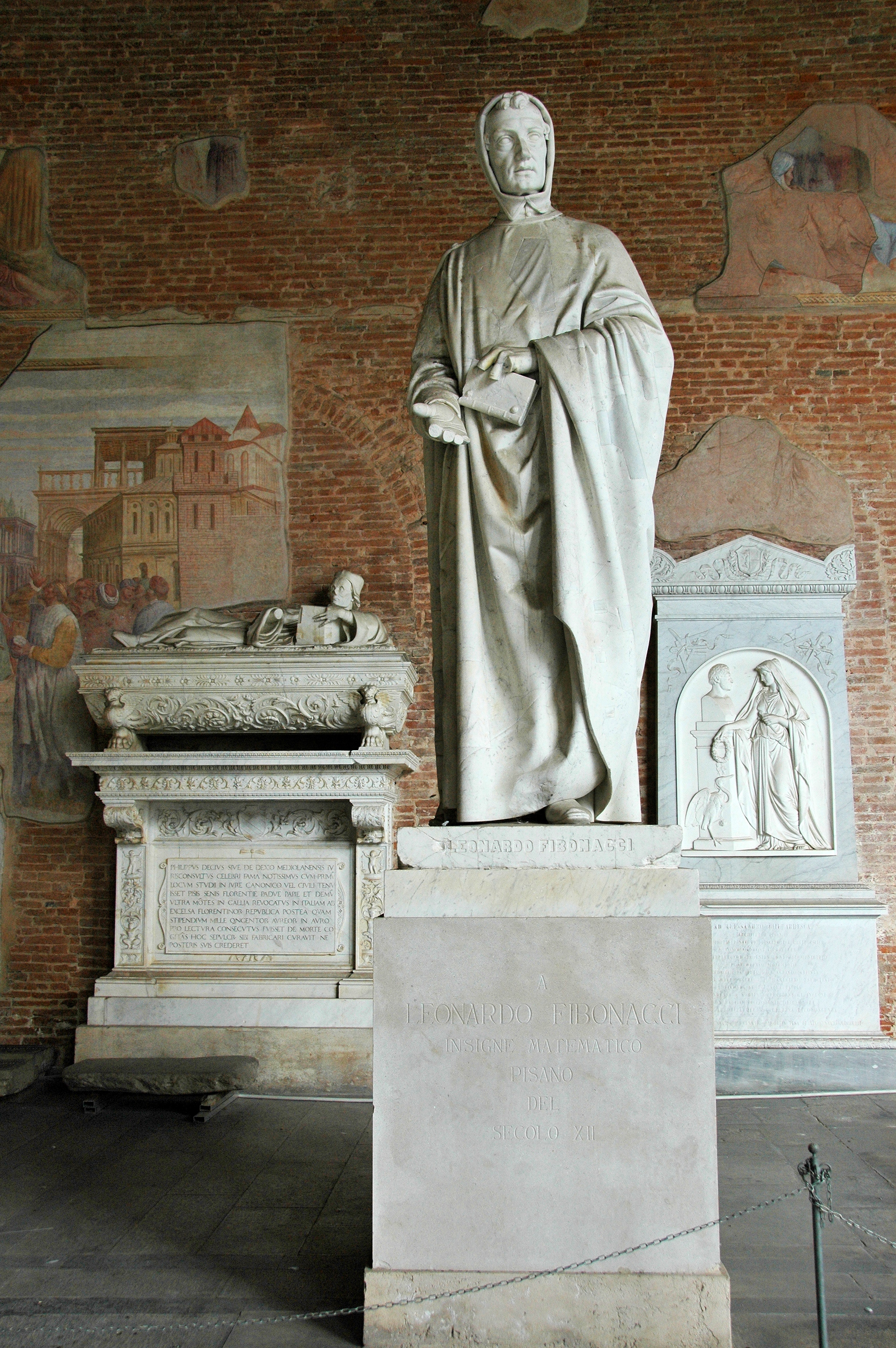
Памятник Фибоначчи в Пизе

В XIX веке в Пизе был поставлен памятник учёному. Ранее статуя стояла в Giardino Scotto, а после того, как в 1978 году Франк Джонсон нарисовал портрет Фибоначчи с этой статуи, она была перенесена на кладбище Кампосанто, расположенном в Пизе на Пьяцца деи Мираколи.
Именем Фибоначчи названы улицы в Пизе (Lungarno Fibonacci) и во Флоренции (Via Fibonacci). Кроме того, имя Фибоначчи носит ассоциация Fibonacci Association и издаваемый ею научный журнал Fibonacci Quarterly, посвящённые числам Фибоначчи, проект Евросоюза в сфере образования, а также другие программы.

## Работы Фибоначчи
При покровительстве императора Леонардо Пизанский написал несколько книг:
- «Книга абака» (Liber abaci), 1202 год, дополнена в 1228 году;
- «Практика геометрии» (Practica geometriae), 1220 год;
- «Цветок» (Flos) 1225 год;
- «Книга квадратов» (Liber quadratorum), 1225 год;
- Di minor guisa, утеряно;
- Комментарии к книге X «Начал» Евклида, утеряно;
- Письмо Теодорусу, 1225 год.